# اومزویتس
اومزویتس (به آلمانی: Omsewitz) یک منطقهٔ مسکونی در آلمان است که در درسدن واقع شده‌است.